# 스티븐 크루커
스티븐 크루커(Steven Krueger, 1989년 5월 25일 ~ )는 미국의 배우, 텔레비전 배우이다.
애플턴에서 태어났다.

## 방송
- 오리지널스 3
- 오리지널스 2
- 더 오리지널

## 영화
- 서태닉 (2016년)
- 구스범스 (2015년) - 데이비슨 역